# Almea (bailarina)

La almea (1873), de Jean-Léon Gérôme

Una almea (en árabe: عالمة‎) era una artista femenina de la alta sociedad de Oriente Medio, que danzaba y cantaba públicamente, y recitaba poesía clásica, improvisaba versos y entonaba discursos elocuentes, generalmente en celebraciones como bodas y otros eventos festivos. Sus actuaciones solían estar acompañadas de instrumentación masculina, y entre sus pasos de baile se incluía la reconocida danza del vientre. A menudo eran contratadas también como asistentes de funerales a modo de plañideras. A diferencia de las esclavas «quiyán» (قِيان‎), las almeas eran mujeres libres y cortesanas (de buena posición social). También guardan relación con las «ghawazis», que eran bailarinas eróticas de la etnia gitana dom, cuyas actuaciones fueron vetadas en 1834, bajo el gobierno de Mehmet Alí. A raíz de la prohibición, muchas bailarinas ghawazi fingieron ser almeas.
Las almeas fueron populares en las cortes de Egipto, Arabia y partes del Imperio otomano antes de su desmembramiento conducido por la colonización europea, a principios del siglo xx. La imagen de la mujer almea se dio a conocer en la época del Orientalismo europeo del siglo XIX, cuando se dio un creciente interés, especialmente en Francia, por la cultura arábiga, siempre desde una visión exótica y romantizada. De hecho, la palabra «almea» se introduce al idioma español vía el francés, almée, no directamente del árabe. 

## Etimología
Proviene del francés, almée, a su vez del árabe dialectal ʿālmeh (عَالْمَة‎), a su vez del árabe clásico ʿālimah (عَالِمَة‎), ‘entendida’. Del verbo عَلِمَ‎, ‘saber, conocer’.